# Gervasio Antonio de Posadas
Gervasio Antonio de Posadas y Dávila (Buenos Aires, 18 de junio de 1757 - Buenos Aires, 2 de julio de 1833) fue un político argentino. El 31 de enero de 1814 asumió el cargo de director supremo de las Provincias Unidas del Río de la Plata, cargo que ocupó hasta el día 9 de enero de 1815.

## Actuación política
Sus estudios primarios los llevó a cabo en el convento San Francisco, estudios que continuó como practicante legal de Manuel José de Lavardén. En 1789 fue seleccionado como general notario por la diócesis, cargo que ocupó hasta los eventos ocurridos en la Revolución de Mayo. Fue inconsciente de la inminente revolución y se llevó una sorpresa cuando el cabildo fue ocupado el día 25 de mayo de 1810. Un mes después fue nombrado procurador y protector de la Ciudad de Buenos Aires, reemplazado por el doctor Miguel Mariano de Villegas, un jurisconsulto de la Real Audiencia de Buenos Aires, el 17 de octubre del mismo año, ya con el cargo de Síndico procurador general del Cabildo de la ciudad.
Sus donaciones a la Sociedad Patriótica lo asociaron con los seguidores de Mariano Moreno, por lo que los líderes de los sucesos del 5 de abril de 1811, leales a Cornelio Saavedra, lo expatriaron de la ciudad, confinándolo al pueblo de Mendoza.
Integró el Segundo Triunvirato junto a Nicolás Rodríguez Peña y Juan Larrea donde obedecieron los términos que habían sido establecidos en la Asamblea del Año XIII, que le dio el Poder Ejecutivo. Como su labor como triunviro fue muy valorada, poco después se decidió, el 22 de enero de 1814, concentrar en él todo el Poder Ejecutivo con el título de director supremo de las Provincias Unidas del Río de la Plata. Durante su breve mandato, Cornelio Saavedra y Joaquín Campana fueron expulsados del país.
Una de sus principales medidas fue nombrar a San Martín como gobernador de Cuyo, enviándole tropas y dinero, y facilitar y apoyar la creación de la escuadra que en la Campaña Naval de 1814 derrotó a la Real Armada Española en el Río de la Plata asegurando la caída de Montevideo y desviando por consiguiente la expedición española de Morillo. Ese año dispuso que, tras su abandono del sitio de Montevideo (1812-1814), el prócer independentista rioplatense José Artigas en Provincia Oriental fuera considerado sedicioso y rechazó a sus diputados en Buenos Aires, provocando la constitución de la Liga de los Pueblos Libres de las Provincias Unidas que incluiría a la Banda Oriental, Entre Ríos, Corrientes y Santa Fe. Nombró a su sobrino Carlos María de Alvear nuevo general en jefe del Ejército del Alto Perú en reemplazo de José Rondeau, lo que motivó que los oficiales del mismo se sublevasen y rechazasen el nombramiento.
Esta sublevación y la recuperación del trono español por parte del rey Fernando VII provocaron graves problemas a su gobierno, por lo que terminó renunciando a su cargo el 9 de enero de 1815, 22 días antes de cumplir un año de mandato. Lo sucedió en el cargo su sobrino segundo Carlos María de Alvear, pero tras la caída de este en abril de 1815, Posadas fue encarcelado, ocupando 22 diferentes celdas en los siguientes seis años, hasta ser liberado a mediados de 1821. En 1829 empezó a escribir sus Memorias, terminándolas tiempo después.

## Toponimias
El 22 de septiembre de 1879, la legislatura de la Provincia de Corrientes resolvió imponer el nombre de Posadas a la ciudad conocida hasta esa fecha como Trincheras de San José. El motivo fue en homenaje al ex director supremo Gervasio Antonio de Posadas, bajo cuyo mandato se produjo el 10 de septiembre de 1814 la creación de la Provincia de Corrientes y la anexión de los territorios conocidos como Las Misiones Occidentales a dicha provincia. Tras la creación del Territorio Nacional de Misiones el 22 de diciembre de 1881, se dispuso constituir a la ciudad de Posadas como capital del mismo a partir del 30 de julio de 1884.